# Catedral de San Lorenzo (Alba)
La Catedral de San Lorenzo o simplemente Catedral de Alba (en italiano: Cattedrale di S. Lorenzo) Es una catedral católica en Alba, Piamonte, Italia, dedicada a San Lorenzo. Es la sede episcopal de la Diócesis de Alba (o Alba Pompeia).
Es un edificio románico situado en la Piazza del Risorgimento, más conocida como Piazza Duomo (plaza de la catedral), en medio de calles adoquinadas.
La estructura más antigua parece haber sido construida en el sitio a finales del siglo V. Una subsiguiente estructura románica fue construida sobre sus ruinas. La estructura actual, construida sobre la original, data de la primera mitad del siglo XII, probablemente sobre edificios sagrados de la edad romana, y es de ladrillo rojo.
Entre los siglos XII y XV la catedral fue remodelada en forma de arquitectura gótica tardía.  Fue reestructurada en el siglo XV por el obispo Andrea Novelli, quien llegó a Alba en 1484 y encontró la catedral en mal estado. La renovación más importante data de 1652 para reparar los daños causados por los terremotos de 1626.

## Véase también

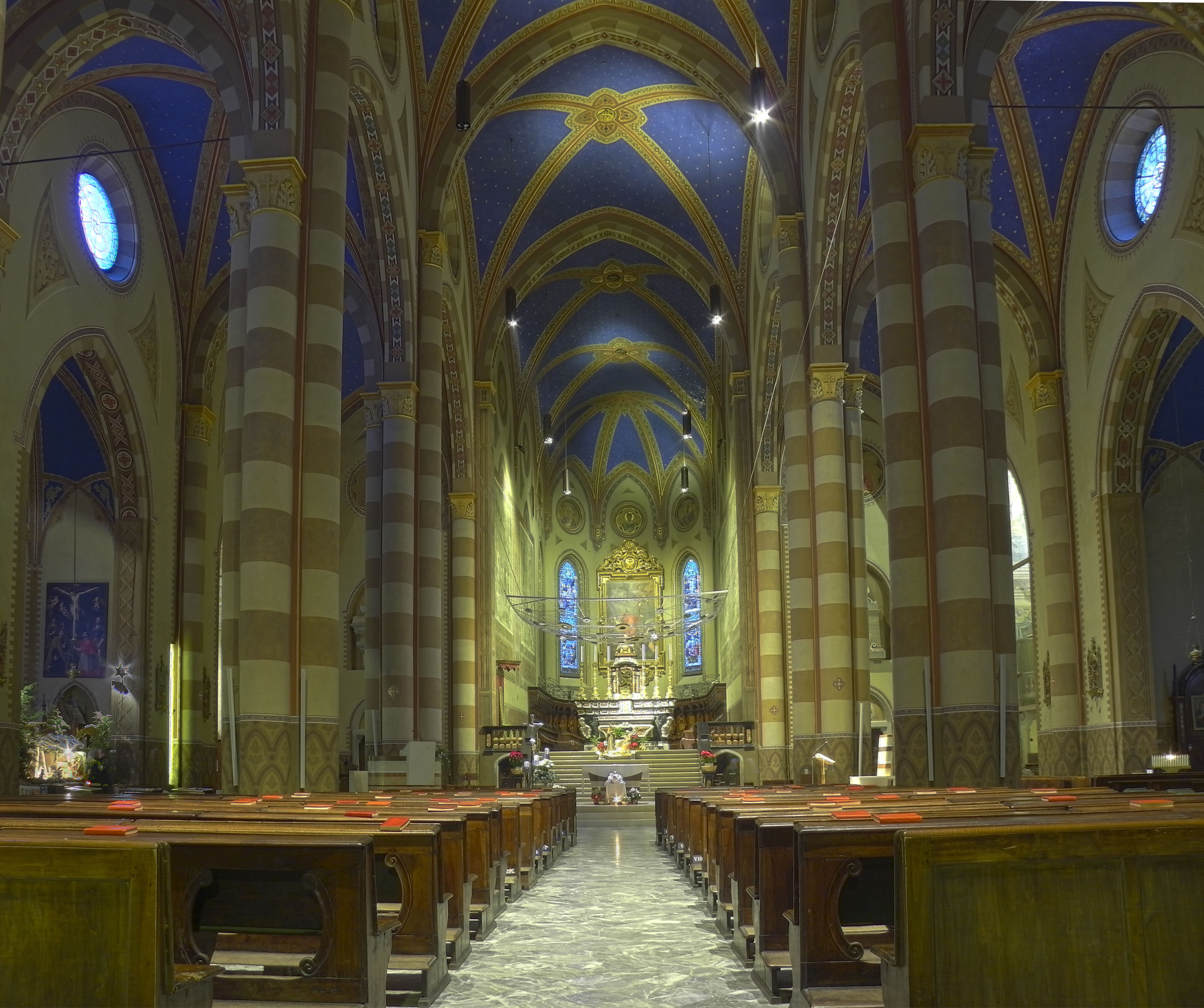
Vista interna